# 倉真城
倉真城（くらみじょう）は、静岡県掛川市倉真字里在家（さとざいけ）にあった戦国時代の日本の城跡。現在、同市倉真2854番に位置する曹洞宗寺院・華嶽山世楽院境内を中心とする丘陵が城跡とされている。最後の城主は松浦兵庫頭。

## 概要
倉真村内の世楽院の所在する標高80メートル級の丘陵が倉真城跡とされる。丘陵の東山麓に延びる舌状台地も城域と言われ「松浦兵庫頭城跡碑」が建つが、西側に80メートル級の山を控える立地から見て城と見るには不向きとされる。
最後の城主である松浦兵庫頭は遠江三十六人衆の1人で、華嶽山世楽院と和光山永江院の開基であると言われる。
世楽院の寺伝『世楽院略縁起』によると、松浦兵庫頭は明応6年（1497年）11月13日に「戦乱の城中に自刃す」と伝えられるが、この戦闘について記録した史料が存在せず、どのような経緯で勃発した戦いであったのか不明であり、松浦氏に関する事跡についてもよく解っていない。
松浦兵庫頭の自刃した明応6年（1497年）は、駿河今川氏の戦力を率いた伊勢盛時が、周辺の原氏を平定した時期に重なるため、松浦氏は今川氏に敵対する勢力であったのではないかとの説がある。
一方で、前年の明応5年（1496年）には今川氏に敵対的であった勝間田氏と組んだ掛川城主・鶴見英寿が、倉真の松葉城城主・河合宗忠を襲い敗死させている。
このような混乱期にあるため、松浦兵庫頭が誰に討たれたかは諸説あって明らかではない。
永江院にある松浦兵庫頭位牌には「全金吾竜穴院 大再成功大居士」と記されている。

## 遺構
城跡は、世楽院境内を中心とする丘陵上にあり、丘陵の尾根筋を遮断する2条の堀切のほか、竪堀などが残る。山麓には「寺中」や「持仏堂」などの寺院にまつわる地名が残っていることから、本来、世楽院は山麓にあり、倉真城の廃城後に山上に移動したものと見られている。